# 눈사람

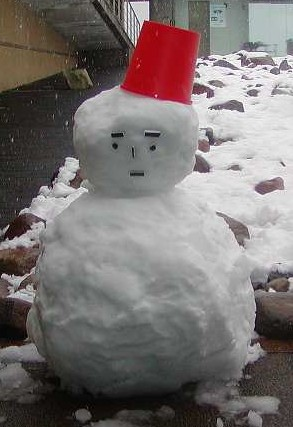
동아시아의 눈사람(일본 이시카와현)

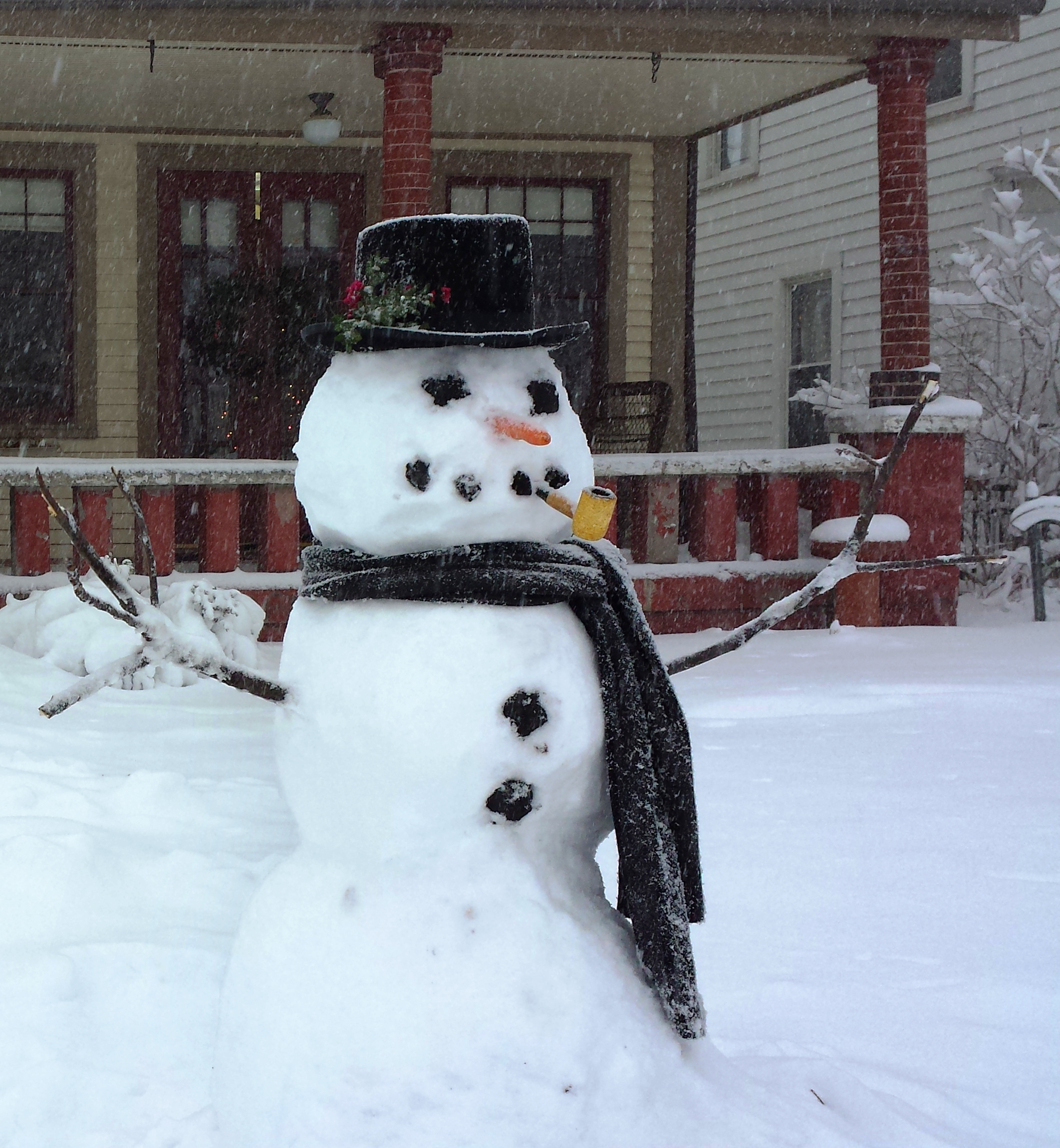
서양의 눈사람(미국 인디애나주)

눈사람(영어: snowman)은 눈 뭉치로 만든, 사람 형상을 한 조각이다. 또한 눈사람은 보통 놀이 삼아 만든다.

## 역사
최초의 눈사람의 기록은 분명하지 않다. 그러나 《눈사람의 역사》(The History of the Snowman)라는 책의 저자 Bob Eckstein은 유럽 박물관, 미술관, 도서관의 예술적 묘사를 연구하면서 중세 시대의 눈사람을 기록하였다. 그가 찾은 최초의 문서는 헤이그 네덜란드 왕립도서관에서 발견된 1380년의 《기도서》(Book of Hours)라는 작품의 주변부 묘사였다. 눈사람의 최초의 사진은 1853년 웨일스의 사진가 Mary Dillwyn이 찍었으며, 웨일스 국립 도서관 컬렉션의 일부로 전시되어 있다.

## 문화
서구(및 북반구)에서 눈사람은 크리스마스의 상징 중 하나이자 겨울의 상징 중 하나이다. 크리스마스 카드에 많이 등장한다.
서구에서는, 눈사람을 만드는 행위의 역사는 중세시대로 거슬러 올라간다. 유럽에서는 눈이 오면 사람들이 길거리에 눈사람을 만들었다. 이는 여러 오래된 일기나 연대기에 의해 고증되고 있다.

## 만들기

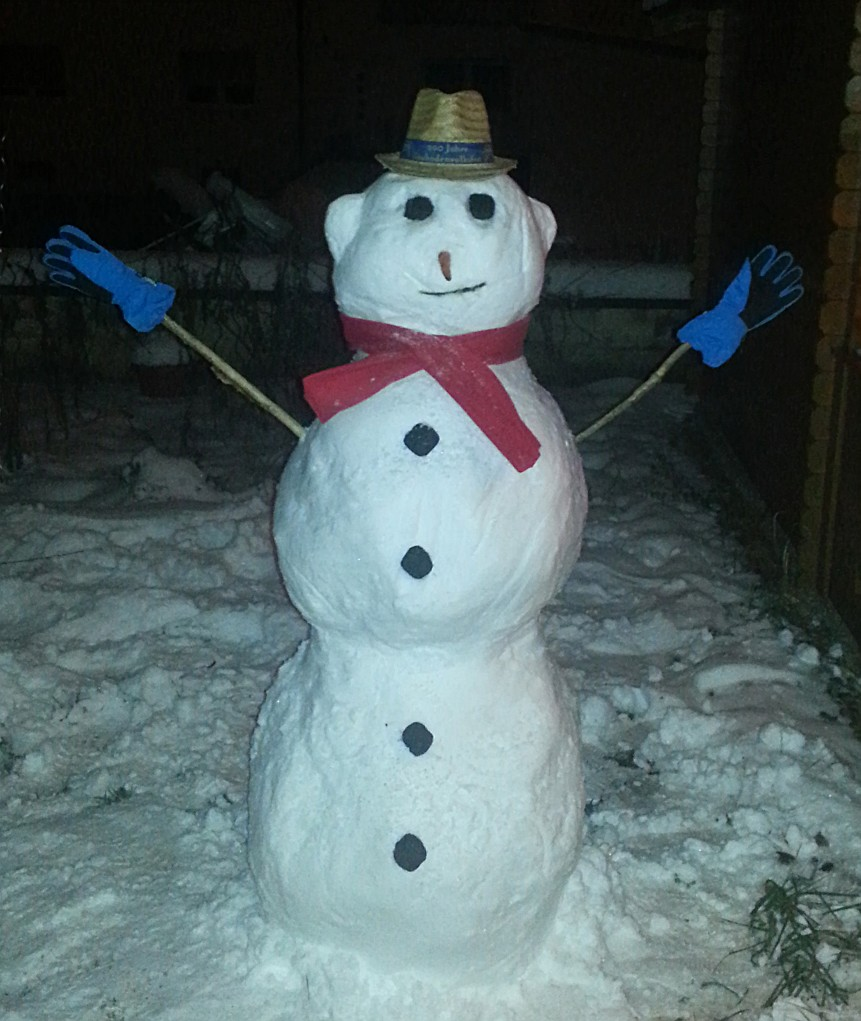
독일의 눈사람

눈사람을 만드는 데에 필요한 재료는 기본적으로 눈이며, 이외에도 나뭇가지 혹은 나뭇잎이나 기타 상점에서 구입한 각종 액세서리등이 사용될 수 있다.
눈사람은 기본적으로 두 개 이상의 일정 크기 이상의 눈덩이를 만드는 것으로부터 시작된다. 일반적으로는 두 눈덩이로 만들어진 눈사람이 가장 많으며, 이 중에서도 아래쪽 눈덩이가 큰 눈사람이 다수를 차지한다. 두 눈덩이로 만들어진 눈사람에서 위 눈덩이는 머리, 아래 눈덩이는 몸을 형성하게 되는데, 의도하는 경우 두 눈덩이의 크기가 같은 눈사람이나 위쪽 눈덩이가 더 큰 눈사람도 만들 수 있다.
액세서리로 추가적인 장식을 할 경우에는 주변에서 쉽게 구할 수 있는 나뭇가지나 나뭇잎을 이용할 수 있다. 나뭇가지로는 팔을 만들기 용이하며, 나뭇잎으로 눈알을 만들 수 있다. 이 외에도 나뭇잎이나 나뭇가지를 머리에 꽂아 뿔을 만들거나 머리카락 장식을 할 수도 있다. 솔잎은 그 특성을 이용하여 눈썹을 만들기도 가능하다.

## 유니코드
유니코드에서는 U+2603로 입력이 가능하다. (☃)
눈이 없는 눈사람의 경우 U+26C4이다. (⛄)
또한, 검은 눈사람의 경우 U+26C7이다. (⛇)

## 눈사람 속성의 캐릭터
- 겨울왕국 - 올라프
- 디지몬 시리즈 - 프리지몬
- 록맨 X8 - 아이스노우 예팅거[3]

## 같이 보기
- 눈 (날씨)
- 놀이
- 아이